# Hôn nhân cùng giới ở Gibraltar
Hôn nhân cùng giới đã trở thành hợp pháp tại Lãnh thổ hải ngoại thuộc Anh Gibraltar của Anh vào ngày 15 tháng 12 năm 2016. Một dự luật hợp pháp hóa đã được Quốc hội phê chuẩn vào ngày 26 tháng 10 năm 2016 và nhận được sự đồng ý của hoàng gia vào ngày 1 tháng 11 năm 2016. Lãnh thổ đã cho phép quan hệ đối tác dân sự kể từ ngày 28 tháng 3 năm 2014.

## Kết hợp dân sự
Vào tháng 1 năm 2014, Dự luật hợp tác dân sự 2014 đã được xuất bản để tham khảo ý kiến cộng đồng và hướng đến giới thiệu trong Quốc hội Gibraltar. Vào ngày 21 tháng 3, dự luật đã được Quốc hội phê chuẩn mà không có sự phản đối đáng chú ý nào. Dự luật được trao cho sự đồng ý của hoàng gia vào ngày 25 tháng 3. Luật pháp và các quy tắc và quy định liên quan có hiệu lực vào ngày 28 tháng 3. Luật cũng cho phép nhận con nuôi của các cặp vợ chồng trong quan hệ đối tác dân sự, theo quy định của một phán quyết gần đây của tòa án vào năm 2013.